# Johann Friedrich Henschel
Johann Friedrich Henschel (* 10. Juni 1931 in Schwarzenau/Eder; † 19. März 2007 in Hannover) war Richter des Bundesverfassungsgerichts, zuletzt als Vorsitzender des Ersten Senats und damit Vizepräsident des Gerichts.

## Leben
Henschel, Sohn des evangelischen Pfarrers Johannes Henschel, trat nach dem Abschluss seines Jurastudiums und beiden juristischen Staatsprüfungen 1961 als Gerichtsassessor im Oberlandesgerichtsbezirk Celle in den Justizdienst des Landes Niedersachsen. 1965 wurde er zum Landgerichtsrat beim Landgericht Hannover ernannt. Nur drei Jahre später, 1968, schied Henschel auf eigenen Wunsch aus dem richterlichen Dienst aus und ließ sich als Rechtsanwalt in Hannover nieder, wo er ab 1973 auch als Notar tätig war. 1972 wurde er mit einer Arbeit zum Thema Die Strafverteidigung im Inquisitionsprozeß des 18. und im Anklageprozeß des 19. Jahrhunderts zum Dr. jur. promoviert. 1983 wurde Henschel als Rechtsanwalt beim Bundesgerichtshof in Karlsruhe zugelassen, im Juli desselben Jahres wurde er zum Richter des Bundesverfassungsgerichts ernannt. Er gehörte vom 19. Juli 1983  bis zum 13. Oktober 1995 dem Ersten Senat an. Ab dem 29. September 1994 war er Vorsitzender des Ersten Senats und Vizepräsident des Gerichts. Vorgänger auf seiner Planstelle am Bundesverfassungsgericht war Hans Joachim Faller, sein Nachfolger Dieter Hömig.
In seiner Amtszeit beeinflusste Henschel die Rechtsprechung des Gerichts zur Glaubens- und Bekenntnisfreiheit, zur Kunstfreiheit, zum Schulrecht und zu Fragen des Eigentums. Henschel wurde hierbei insbesondere durch das so genannte Kruzifix-Urteil bekannt, das der Erste Senat unter seinem Vorsitz im Jahr 1995 verkündete. Er wirkte auch an der Mutzenbacher-Entscheidung mit und hatte maßgeblichen Anteil an Urteilen zu grundstücksbezogenen Vermögensfragen.
Nach dem Ende seiner Amtszeit als Bundesverfassungsrichter war Henschel wieder in Karlsruhe als Rechtsanwalt beim Bundesgerichtshof tätig.
1987 wurde er zum Honorarprofessor an der Universität Göttingen ernannt.
Aus Anlass seines Ausscheidens als Richter des Bundesverfassungsgerichts ehrten ihn seine wissenschaftlichen Mitarbeiter mit dem Kriminalroman Leichen im Keller des Bundesverfassungsgerichts. Der Roman erschien unter dem Pseudonym „Hendrik Hiwi“, das bis heute nicht gelüftet wurde. Anlässlich des 70. Geburtstags von Johann Friedrich Henschel ließ „Hiwi“ einen Gedichtband mit dem Titel , Verfassungslyrik folgen.
Johann Friedrich Henschel war engagiert im Förderkreis der Deutschen Oper Berlin.

## Sonstiges
Johann Friedrich Henschel war ein Onkel väterlicherseits von Gerhard Henschel. In dessen Briefroman „Die Liebenden“ und den autobiographischen Martin-Schlosser-Romanen erscheint Johann Friedrich Henschel als Onkel Rudolf „Rudi“ Schlosser.